# Roodflankhoningeter
De roodflankhoningeter (Ptiloprora erythropleura) is een zangvogel uit de familie Meliphagidae (honingeters).

## Verspreiding en leefgebied
Deze soort is endemisch in Nieuw-Guinea en telt twee ondersoorten:
- P. e. erythropleura: Vogelkop (noordwestelijk Nieuw-Guinea).
- P. e. dammermani: het westelijke deel van Centraal-Nieuw-Guinea.

## Status
De grootte van de populatie is niet gekwantificeerd maar de soort wordt omschreven als schaars. Op de Rode lijst van de IUCN heeft deze soort de status niet bedreigd.